# Gina Lewandowski
Gina Loren Lewandowski (Coopersburg, 13 d'abril de 1985) es una defensa/centrecampista de futbol internacional amb els Estats Units des del 2015. Ha guanyat 1 Lliga de Campions, 3 Lligues i 2 Copes d'Alemanya amb el Frankfurt i el Bayern.

## Trajectòria
| Temporades    | Lliga        | Club                            | P  | G  | Actualitzat |
| ------------- | ------------ | ------------------------------- | -- | -- | ----------- |
| 2003 - 2006   | D3           | Lehigh Mountain Hawks           |    |    |             |
| 2006          | D2           | Norhampton Laurels              | 23 | 03 |             |
| 2007          | D2           | Charlotte Lady Eagles           | 16 | 02 |             |
| 07/08 - 11/12 | D1           | 1.FFC Frankfurt                 | 83 | 02 |             |
| 2011          | D1           | Western New York Flash (cessió) | 08 | 0  |             |
| 12/13 - act.  | D1           | Bayern de Múnic                 | 75 | 13 | 19/11/2016  |
|               |              |                                 |    |    |             |
| 2015          | Estats Units | Estats Units                    | 01 | 0  | 19/11/2016  |

## Palmarès
| Títols — Seleccions nacionals            |
|                                          |
| Títols — Clubs                           |
| 1 Lliga de Campions                      |
| 3 Lligues                                |
| 2 Copes                                  |
| 1 Lliga Professional                     |
| Reconeixements — Premis                  |
|                                          |
| Reconeixements — Seleccions de jugadores |
|                                          |